# 桑蒂伊 (厄尔-卢瓦省)
桑蒂伊（法語：Santilly）是法国厄尔-卢瓦省的一个市镇，属于沙特尔区。

## 地理
桑蒂伊（48°8'47"N, 1°52'19"E）面积17.66 平方千米，位于法国中央-卢瓦尔河谷大区厄尔-卢瓦省，该省份为法国北部内陆省份，北起顺时针与厄尔省、伊夫林省、埃松省、卢瓦雷省、卢瓦-谢尔省、萨尔特省和奧恩省接壤。
与桑蒂伊接壤的市镇（或旧市镇、城区）包括：博斯地区利翁、吕昂、蒂韦尔农、博斯地区让维尔、当布龙、拜尼欧。
桑蒂伊的时区为UTC+01:00、UTC+02:00（夏令时）。

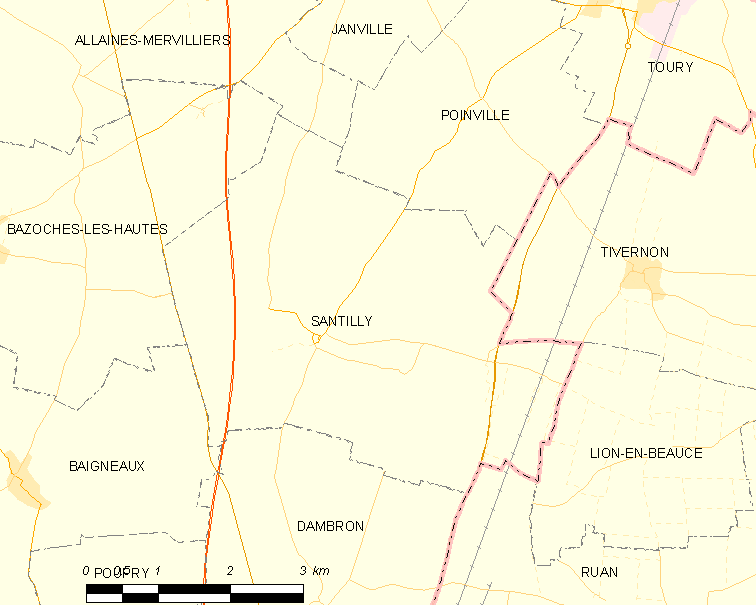
桑蒂伊的OSM定位图

## 行政
桑蒂伊的邮政编码为28310，INSEE市镇编码为28367。

## 政治
桑蒂伊所属的省级选区为莱维拉日沃韦安县。

## 人口

1962-2008年间桑蒂伊人口变化图示

桑蒂伊于2022年1月1日时的人口数量为306人。